# Lodewijk van Württemberg (hertog)
Lodewijk van Württemberg bijgenaamd de Vrome (Stuttgart, 1 januari 1554 – aldaar, 18 augustus 1593) was van 1568 tot aan zijn dood hertog van Württemberg. Hij behoorde tot het huis Württemberg.

## Levensloop
Lodewijk was de enige overlevende zoon van hertog Christoffel van Württemberg en Anna Maria van Brandenburg-Ansbach, dochter van markgraaf George van Brandenburg-Ansbach.
Na de dood van zijn vader werd hij in 1568 op veertienjarige leeftijd hertog van Württemberg. Wegens zijn minderjarigheid werd hij onder het regentschap geplaatst van vorst Wolfgang van Palts-Zweibrücken, markgraaf George Frederik van Brandenburg-Ansbach en markgraaf Karel II van Baden-Durlach, terwijl het beheer van Württemberg naar graaf Heinrich von Castell ging. Officieel begon hij in 1578 op zijn 24e verjaardag zelfstandig te regeren, maar de jaren daarvoor regeerde hij ook al grotendeels zelfstandig. Zo weigerde hij zich in 1577 aan te sluiten bij de Beschermingsalliantie van Protestantse Vorsten, ondanks het aandringen van koningin Elizabeth I van Engeland. Wel ondertekende hij in 1577 de Concordiënformule en in 1580 het Concordiënboek: enerzijds in zijn eigen naam, anderzijds als mederegent van markgraaf Ernst Frederik van Baden-Durlach en markgraaf Jacob III van Baden-Hachberg
Ondanks aandringen weigerde Lodewijk zich in 1585 ook aan te sluiten bij de Algemene Protestantse Bond. Enerzijds weigerde hij dit te doen om ieder bondgenootschap van deze soort de steun van de calvinisten nodig had, anderzijds omdat hij een goede band had met Heilige Roomse Rijk, de vriendschap die zijn vader met wereldlijke en geestelijke vorsten had gesmeed niet wilde verbreken en de vrede te behouden. Ook ondernam Lodewijk nauwelijks militaire ondernemingen, op twee uitzonderingen na: zo deed hij in 1579 een veldtocht tegen graaf Lodewijk III van Löwenstein-Werdheim, die de suzereiniteit van Lodewijk weigerde te accepteren, en voerde hij in 1591 een onder keizerlijk bevel ondernomen militaire expeditie uit tegen Conrad von Pappenheim.
Als hertog van Württemberg hield Lodewijk zich hoofdzakelijk bezig met de regeringszaken, die hij met een met grote mildheid gepaarde rechtvaardigheid uitvoerde. Ook was hij een groot aanhanger van het lutheranisme, had hij een grondige kennis over de religieuze vraagstukken in zijn tijd en was hij een hevig tegenstander van zowel het calvinisme als het katholicisme. 
Lodewijk hield van ridderlijke spelen en in zijn vrije tijd deed hij jachtpartijen en hield hij drinkgelagen. Ook bedreef hij de dynastieke propaganda zoals geen enkele heerser in Württemberg deed. Zo liet hij gebouwen en kerken uitrusten met stambomen en wapenborden en in de buurt van zijn kasteel in Stuttgart liet hij het Neue Lusthaus bouwen, waar een buste te ere van hem werd opgesteld.
In augustus 1593 stierf hij kinderloos op 39-jarige leeftijd. Tijdens zijn leven was hij nochtans twee keer gehuwd: eerst in 1575 met Dorothea Ursula (1559-1583), dochter van markgraaf Karel II van Baden-Durlach en daarna in 1585 met Ursula (1572-1635), dochter van vorst George Johan I van Palts-Veldenz. Hij werd bijgezet in de Stiftkerk van Tübingen. Zijn neef Frederik I volgde hem op als hertog van Württemberg.